# 時間怪談 (小説)
『時間怪談』（じかんかいだん）は、廣済堂出版より発刊された、井上雅彦が監修する書き下ろしアンソロジー「異形コレクション」シリーズの中の一冊で第10冊目の刊行となった。1999年5月1日刊行。時間怪談そのものについては、時間怪談を参照。

## 収録作品
- 「春よ、こい」恩田陸
- 「家の中」西澤保彦
- 「石女の母」山下定
- 「墓碑銘」倉阪鬼一郎
- 「後生車」早見裕司
- 「血脈」北原尚
- 「カフェ「水族館」」速瀬れい
- 「「俊寛」抄―世阿弥という名の獄―」朝松健
- 「DRAIN」籬讒贓
- 「むかしむかしこわい未来がありました」竹内志麻子
- 「こま」皆川博子
- 「0.03フレームの女」小中千昭
- 「ベンチ」村田基
- 「雨の聲」五代ゆう
- 「歓楽街」中井紀夫
- 「おもひで女」牧野修
- 「夏の写真」奥田鉄人
- 「喜三郎の憂鬱」加門七海
- 「クロノス」井上雅彦
- 「家族が消えた」飯野文彦
- 「塔の中」安土萌
- 「時縛の人」梶尾真治
- 「桜、さくら」竹河聖
- 「踏み切り近くの無人駅に下りる子どもたちと、老人」菊地秀行

## 備考
- 表紙：カバークリーチャー:韮沢靖「SCARLET LEGACY」　写真:丹波修
- 扉作者:ヒロモト森一
- 帯アオリ文句は、「全篇新作書き下ろし」「時の狭間を彷徨う恐怖」
- 廣済堂出版:ISBN 4331607488